# Liga Campionilor 1993-1994
Liga Campionilor 1993-1994 a fost a 39-a ediție a Ligii Campionilor UEFA. Câștigătoarea a fost A.C. Milan.

## Runda preliminară
| Echipa 1        | Scor gen. | Echipa 2           | Tur | Retur |
| --------------- | --------- | ------------------ | --- | ----- |
| HJK Helsinki    | 2–1       | FC Norma           | 1–1 | 1–0   |
| FK Ekranas      | 0–2       | Floriana           | 0–1 | 0–1   |
| B68             | 0–11      | Croatia Zagreb     | 0–5 | 0–6   |
| Skonto FC       | (p)1–1    | Olimpija Ljubljana | 0–1 | 1–0   |
| Cwmbran Town    | 4–4(a)    | Cork City          | 3–2 | 1–2   |
| Dinamo Tbilisi  | (f)3–2    | Linfield           | 2–1 | 1–1   |
| Avenir Beggen   | 0–3       | Rosenborg          | 0–2 | 0–1   |
| KF Partizani    | 0–3       | ÍA                 | 0–0 | 0–3   |
| AC Omonia       | 2–3       | FC Aarau           | 2–1 | 0–2   |
| Zimbru Chișinău | 1–3       | Beitar Jerusalem   | 1–1 | 0–2   |

## Prima rundă
| Echipa 1         | Scor gen. | Echipa 2          | Tur | Retur    |
| ---------------- | --------- | ----------------- | --- | -------- |
| Porto            | 2–0       | Floriana          | 2–0 | 0–0      |
| ÍA               | 1–3       | Feyenoord         | 1–0 | 0–3      |
| AS Monaco        | 2–1       | AEK Atena         | 1–0 | 1–1      |
| Steaua București | (a)4–4    | Croatia Zagreb    | 1–2 | 3–2      |
| Rangers          | 4–4(a)    | Levski Sofia      | 3–2 | 1–2      |
| Werder Bremen    | 6–3       | Dinamo Minsk      | 5–2 | 1–1      |
| Linfield         | 3–4       | Copenhaga         | 3–0 | 0–4(aet) |
| FC Aarau         | 0–1       | Milan             | 0–1 | 0–0      |
| AIK              | 1–2       | Sparta Praga      | 1–0 | 0–2      |
| HJK Helsinki     | 0–6       | Anderlecht        | 0–3 | 0–3      |
| Kispest Honvéd   | 3–5       | Manchester United | 2–3 | 1–2      |
| Galatasaray      | 3–1       | Cork City         | 2–1 | 1–0      |
| Lech Poznań      | 7–2       | Beitar Jerusalem  | 3–0 | 4–2      |
| Skonto FC        | 0–9       | Spartak Moscova   | 0–5 | 0–4      |
| Dynamo Kyiv      | 4–5       | Barcelona         | 3–1 | 1–4      |
| Rosenborg        | 4–5       | Austria Viena     | 3–1 | 1–4      |

### Primul tur
| FC Aarau | 0 – 1  | Milan     |
| -------- | ------ | --------- |
|          | Raport | Papin 54' |

### Turul 2
| Milan | 0 – 0  | FC Aarau |
| ----- | ------ | -------- |
|       | Raport |          |

Milan a câștigat cu 1–0 la general.

## Runda a doua
| Echipa 1          | Scor gen. | Echipa 2         | Tur | Retur |
| ----------------- | --------- | ---------------- | --- | ----- |
| Porto             | 1–0       | Feyenoord        | 1–0 | 0–0   |
| AS Monaco         | 4–2       | Steaua București | 4–1 | 0–1   |
| Levski Sofia      | 2–3       | Werder Bremen    | 2–2 | 0–1   |
| Copenhaga         | 0–7       | Milan            | 0–6 | 0–1   |
| Sparta Prague     | 2–5       | Anderlecht       | 0–1 | 2–4   |
| Manchester United | 3–3(a)    | Galatasaray      | 3–3 | 0–0   |
| Lech Poznań       | 2–7       | Spartak Moscova  | 1–5 | 1–2   |
| Barcelona         | 5–1       | Austria Viena    | 3–0 | 2–1   |

### Primul tur
| Copenhaga | 0 – 6  | Milan                                              |
| --------- | ------ | -------------------------------------------------- |
|           | Raport | Papin 1' 72' Simone 6' 16' Laudrup 44' Orlando 61' |

### Turul 2
| Milan     | 1 – 0  | Copenhaga |
| --------- | ------ | --------- |
| Papin 45' | Raport |           |

Milan a câștigat cu 7–0 la general.

## Faza grupelor

### Grupa A
| Echipă       | Pld | W | D | L | GF | GA | GD  | Pts |
| ------------ | --- | - | - | - | -- | -- | --- | --- |
| Barcelona    | 6   | 4 | 2 | 0 | 13 | 3  | +10 | 10  |
| Monaco       | 6   | 3 | 1 | 2 | 9  | 4  | +5  | 7   |
| Spartak Mos. | 6   | 1 | 3 | 2 | 6  | 12 | −6  | 5   |
| Galatasaray  | 6   | 0 | 2 | 4 | 1  | 10 | −9  | 2   |

| AS Monaco                                                  | 4–1 | Spartak Moscova            |
| Klinsmann 17', Ikpeba 41', Djorakeff 62' (pen), Thuram 89' |     | Pisarev 49'                |
| Galatasaray                                                | 0–0 | Barcelona                  |
| Barcelona                                                  | 2–0 | AS Monaco                  |
| Beguiristain 16' 27'                                       |     |                            |
| Spartak Moscova                                            | 0–0 | Galatasaray                |
| AS Monaco                                                  | 3–0 | Galatasaray                |
| Scifo 36', Djorkaeff 41', Klinsmann 52'                    |     |                            |
| Spartak Moscova                                            | 2–2 | Barcelona                  |
| Rodionov 77', Karpin 88'                                   |     | Stoichkov 10', Romario 66' |
| Galatasaray                                                | 0–2 | AS Monaco                  |
|                                                            |     | Scifo 54', Gnako 90'       |
| Barcelona                                                  | 5–1 | Spartak Moscova            |
| Stoichkov 34', Amor 76', Koeman 78' 81', Romario 87' (pen) |     | Karpin 3'                  |
| Barcelona                                                  | 3–0 | Galatasaray                |
| Amor 22', Koeman 71' (pen), Eusebio 77'                    |     |                            |
| Spartak Moscova                                            | 0–0 | AS Monaco                  |
| AS Monaco                                                  | 0–1 | Barcelona                  |
|                                                            |     | Stoichkov 14'              |
| Galatasaray                                                | 1–2 | Spartak Moscova            |
| Cihat 86'                                                  |     | Onopko 55', Karpin 83'     |

### Grupa B
| Echipă        | Pld | W | D | L | GF | GA | GD | Pts |
| ------------- | --- | - | - | - | -- | -- | -- | --- |
| Milan         | 6   | 2 | 4 | 0 | 6  | 2  | +4 | 8   |
| Porto         | 6   | 3 | 1 | 2 | 10 | 6  | +4 | 7   |
| Werder Bremen | 6   | 2 | 1 | 3 | 11 | 15 | −4 | 5   |
| Anderlecht    | 6   | 1 | 2 | 3 | 5  | 9  | −4 | 4   |

| Porto                                             | 3–2 | Werder Bremen                                                                   |
| Domingos 7', Rui Jorge 34', Jose Carlos 83'       |     | Hobsch 85', Rufer 86'                                                           |
| Werder Bremen                                     | 5–3 | Anderlecht                                                                      |
| Rufer 66' 89', Bratseth 72', Hobsch 80', Bode 83' |     | Albert 16', Boffin 18' 33'                                                      |
| Anderlecht                                        | 1–0 | Porto                                                                           |
| Nilis 88'                                         |     |                                                                                 |
| Porto                                             | 2–0 | Anderlecht                                                                      |
| Drulovic 10', Secretario 90'                      |     |                                                                                 |
| Werder Bremen                                     | 0–5 | Porto                                                                           |
|                                                   |     | Rui Filipe 11', Kostadinov 35', Secretario 70', Domingos 74', Timofte 89' (pen) |
| Anderlecht                                        | 1–2 | Werder Bremen                                                                   |
| Bosman 45'                                        |     | Bode 33' 65'                                                                    |

| Anderlecht | 0 – 0  | Milan |
| ---------- | ------ | ----- |
|            | Raport |       |

| Milan                                 | 3 – 0  | Porto |
| ------------------------------------- | ------ | ----- |
| Răducioiu 18' Panucci 40' Massaro 64' | Raport |       |

The game was originally scheduled for December 8, but later was advanced a week so that Milan has more time to prepare for the 1993 Intercontinental Cup.
| Milan                     | 2 – 1  | Werder Bremen |
| ------------------------- | ------ | ------------- |
| Maldini 48' Savićević 68' | Raport | Basler 54'    |

| Werder Bremen    | 1 – 1  | Milan         |
| ---------------- | ------ | ------------- |
| Rufer 52' (pen.) | Raport | Savićević 74' |

| Milan | 0 – 0  | Anderlecht |
| ----- | ------ | ---------- |
|       | Raport |            |

| Porto | 0 – 0  | Milan |
| ----- | ------ | ----- |
|       | Raport |       |

## Semi-finale
| Echipa 1  | Scor | Echipa 2 |
| --------- | ---- | -------- |
| Milan     | 3–0  | Monaco   |
| Barcelona | 3–0  | Porto    |

| Barcelona                    | 3 – 0  | Porto |
| ---------------------------- | ------ | ----- |
| Stoichkov 10' 35' Koeman 72' | Raport |       |

| Milan                                  | 3 – 0  | Monaco |
| -------------------------------------- | ------ | ------ |
| Desailly 14' Albertini 48' Massaro 70' | Raport |        |

## Finală
| Milan                                      | 4 – 0  | Barcelona |
| ------------------------------------------ | ------ | --------- |
| Massaro 22' 45' Savićević 47' Desailly 59' | Raport |           |

| Liga Campionilor UEFA 1993-94 Câștigători |
| ----------------------------------------- |
| Italia                                    |
| A.C. Milan Al cincelea titlu              |